# Grammy Award for Best Jazz Vocal Album

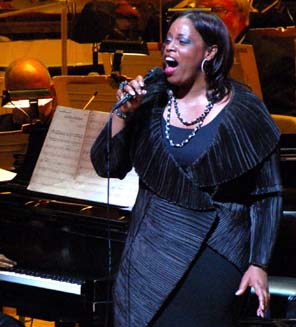
Die US-amerikanische Jazzsängerin Dianne Reeves hat bisher bereits vier Mal den Grammy Award for Best Jazz Vocal Album erhalten

Der Grammy Award for Best Jazz Vocal Album, auf Deutsch „Grammy-Award für das beste Jazzgesangs-Album“, ist ein Musikpreis, der seit 1977 von der Recording Academy in Los Angeles verliehen wird. Der Preis geht an Künstler für neue herausragende Alben im Bereich Jazzgesang.

## Geschichte und Hintergrund
Die seit 1959 verliehenen Grammy Awards werden jährlich in zahlreichen Kategorien von der Recording Academy in den Vereinigten Staaten vergeben, um künstlerische Leistung, technische Kompetenz und hervorragende Gesamtleistung ohne Rücksicht auf die Album-Verkäufe oder Chart-Position zu würdigen. Eine dieser Kategorien ist der seit 1977 verliehene Grammy Award for Best Jazz Vocal Album.
Wie bei zahlreichen anderen Preiskategorien ergaben sich im Laufe der Jahre kleinere Anpassungen der Preisbezeichnung und Änderungen der Preisvergabe:
- Von 1977 bis 1980, 1985 und von 1992 bis 2001 wurde der Preis Grammy Award for Best Jazz Vocal Performance genannt.
- In den Jahren 1981 bis 1984 und 1986 bis 1991 wurden mit dem Grammy Award for Best Jazz Vocal Performance, Female und dem Grammy Award for Best Jazz Vocal Performance, Male je eigene Preise für Jazzsängerinnen und Jazzsänger vergeben.
- Seit 2002 heißt die Auszeichnung Grammy Award for Best Jazz Vocal Album.

Die Grammy Awards werden jährlich für im Vorjahr veröffentlichte Werke vergeben.

## Gewinner und nominierte Künstler
| Jahr                 | Gewinner | Nationalität       | Album                                                                    | Weitere Nominierte | Bild des/der Künstler                          |
| -------------------- | --- | ------------------ | ------------------------------------------------------------------------ | --- | ---------------------------------------------- |
| 1977                 | Ella Fitzgerald | Vereinigte Staaten | Fitzgerald and Pass... Again                                             | |                                                |
| 1978                 | Al Jarreau | Vereinigte Staaten | Look to the Rainbow                                                      | |                                                |
| 1979                 | Al Jarreau | Vereinigte Staaten | All Fly Home                                                             | |                                                |
| 1980                 | Ella Fitzgerald | Vereinigte Staaten | Fine and Mellow                                                          | |                                                |
|                      | Von 1981 bis 1984 wurden mit dem Grammy Award for Best Jazz Vocal Performance, Female und dem Grammy Award for Best Jazz Vocal Performance, Male je eigene Preise für weibliche Jazzsängerinnen und männliche Jazzsänger vergeben. |                    |                                                                          | |                                                |
| 1985                 | Joe Williams | Vereinigte Staaten | Nothin’ but the Blues                                                    | |                                                |
|                      | Von 1986 bis 1991 wurden mit dem Grammy Award for Best Jazz Vocal Performance, Female und dem Grammy Award for Best Jazz Vocal Performance, Male je eigene Preise für weibliche Jazzsängerinnen und männliche Jazzsänger vergeben. |                    |                                                                          | |                                                |
| 1992                 | Take 6 | Vereinigte Staaten | He Is Christmas                                                          | - Mel Tormé – „Ellington Medley“ from Mel and George „Do“ World War II - Natalie Cole – „Long ’Bout Midnight“ from Garfield - The Manhattan Transfer – The Offbeat of Avenues - Shirley Horn – You Won’t Forget Me             |                                                |
| 1993                 | Bobby McFerrin | Vereinigte Staaten | „Round Midnight“ vom Album Play                                          | - Shirley Horn – Here’s to Life - Abbey Lincoln – „You Gotta Pay the Band“ - Jimmy Scott – „All the Way“ - Take 6 - „I’m Always Chasing Rainbows“ from Glengarry Glen Ross                                                     |                                                |
| 1994                 | Natalie Cole | Vereinigte Staaten | Take a Look                                                              | - Ernestine Anderson – Now and Then - Shirley Horn – Light Out of Darkness - Bobby McFerrin – „The Pink Panther Theme“ - Bobby Short mit dem Alden-Barrett Quintet – Swing That Music                                          |                                                |
| 1995                 | Etta James | Vereinigte Staaten | Mystery Lady: Songs of Billie Holiday                                    | - Dee Dee Bridgewater – Keeping Tradition - Shirley Horn – I Love You, Paris - Lena Horne – We’ll Be Together Again - Cassandra Wilson – Blue Light ’til Dawn                                                                  |                                                |
| 1996                 | Lena Horne | Vereinigte Staaten | An Evening with Lena Horne                                               | - Dee Dee Bridgewater – Love and Peace: A Tribute to Horace Silver - Kurt Elling – Close Your Eyes - Abbey Lincoln – A Turtle’s Dream - Dianne Reeves – Quiet After the Storm                                                  |                                                |
| 1997                 | Cassandra Wilson | Vereinigte Staaten | New Moon Daughter                                                        | - Ernestine Anderson – Blues, Dues and Love News - Nnenna Freelon – Shaking Free - Shirley Horn – The Main Ingredient - Diana Krall – All for You                                                                              |                                                |
| 1998                 | Dee Dee Bridgewater | Vereinigte Staaten | Dear Ella                                                                | - Kurt Elling – The Messenger - Shirley Horn – Loving You - Diana Krall – Love Scenes - Mark Murphy – Song for the Geese |                                                |
| 1999                 | Shirley Horn | Vereinigte Staaten | I Remember Miles                                                         | - Kurt Elling – This Time It’s Love - Nnenna Freelon – Maiden Voyage - Etta Jones – My Buddy – Etta Jones Sings the Songs of Buddy Johnson - Dianne Reeves – That Day...                                                       |                                                |
| 2000                 | Diana Krall | Kanada             | When I Look in Your Eyes                                                 | - Carla Cook – It’s All About Love - Etta James – Heart of a Woman - Dianne Reeves – Bridges - Cassandra Wilson – Traveling Miles                                                                                              |                                                |
| 2001                 | Dianne Reeves | Vereinigte Staaten | In the Moment - Live in Concert                                          | - Dee Dee Bridgewater – Live at Yoshi’s - Freddy Cole – Merry Go Round - Kurt Elling – Live in Chicago - Nnenna Freelon – Soulcall                                                                                             |                                                |
| 2002                 | Dianne Reeves | Vereinigte Staaten | The Calling: Celebrating Sarah Vaughan                                   | - Mose Allison – The Mose Chronicles – Live in London, Vol. 1 - Karrin Allyson – Ballads – Remembering John Coltrane - Kurt Elling – Flirting with Twilight - Shirley Horn – You’re My Thrill                                  |                                                |
| 2003                 | Diana Krall | Kanada             | Live in Paris                                                            | - Patti Austin – For Ella - Natalie Cole – Ask a Woman Who Knows - Etta Jones – Etta Jones Sings Lady Day - Luciana Souza – Brazilian Duos                                                                                     |                                                |
| 2004                 | Dianne Reeves | Vereinigte Staaten | A Little Moonlight                                                       | - Kurt Elling – Man in the Air - Shirley Horn – May the Music Never End - Aaron Neville – Nature Boy – The Standards Album - Luciana Souza – North and South                                                                   |                                                |
| 2005                 | Nancy Wilson | Vereinigte Staaten | R.S.V.P. (Rare Songs, Very Personal)                                     | - Andy Bey – American Song - Jamie Cullum – Twentysomething - Al Jarreau – Accentuate the Positive - Queen Latifah – The Dana Owens Album                                                                                      |                                                |
| 2006                 | Dianne Reeves | Vereinigte Staaten | Good Night, and Good Luck                                                | - Dee Dee Bridgewater – J’ai Deux Amours - Nnenna Freelon – Blueprint of a Lady – Sketches of Billie Holiday - Luciana Souza – Duos II - Tierney Sutton – I’m with the Band                                                    |                                                |
| 2007                 | Nancy Wilson | Vereinigte Staaten | Turned to Blue                                                           | - Diana Krall – From This Moment On - Karrin Allyson – Footprints - Roberta Gambarini – Easy to Love - Nancy King – Live at Jazz Standard with Fred Hersch                                                                     |                                                |
| 2008                 | Patti Austin | Vereinigte Staaten | Avant Gershwin                                                           | - Dee Dee Bridgewater – Red Earth - Freddy Cole – Music Maestro Please - Kurt Elling – Nightmoves - Tierney Sutton – On the Other Side                                                                                         |                                                |
| 2009                 | Cassandra Wilson | Vereinigte Staaten | Loverly                                                                  | - Karrin Allyson – Imagina: Songs of Brazil - Stacey Kent – Breakfast on the Morning Tram - Kate McGarry – If Less is More...Nothing is Everything - Norma Winstone – Distances                                                |                                                |
| 2010                 | Kurt Elling | Vereinigte Staaten | Dedicated to You: Kurt Elling Sings the Music of Coltrane and Hartman    | - Randy Crawford und Joe Sample – No Regrets - Roberta Gambarini – So in Love - Luciana Souza – Tide - Tierney Sutton – Desire                                                                                                 |                                                |
| 2011                 | Dee Dee Bridgewater | Vereinigte Staaten | Eleanora Fagan (1915—1959): To Billie with Love from Dee Dee Bridgewater | - Freddy Cole – Freddy Cole Sings Mr. B - Denise Donatelli – When Lights are Low - Lorraine Feather – Ages - Gregory Porter – Water                                                                                            |                                                |
| 2012                 | Terri Lyne Carrington & verschiedene Künstler | Vereinigte Staaten | The Mosaic Project                                                       | - Karrin Allyson – Round Midnight - Kurt Elling – The Gate - Tierney Sutton Band – American Road - Roseanna Vitro – The Music of Randy Newman                                                                                  |                                                |
| 2013                 | Esperanza Spalding | Vereinigte Staaten | Radio Music Society                                                      | - Denise Donatelli – Soul Shadows - Kurt Elling – 1619 Broadway – The Brill Building Project - Al Jarreau & Metropole Orchestra – Live - Luciana Souza – The Book of Chet                                                      |                                                |
| 2014                 | Gregory Porter | Vereinigte Staaten | Liquid Spirit                                                            | - Andy Bey – The World According to Andy Bey - Lorraine Feather – Attachments - Cécile McLorin Salvant – Womanchild - Tierney Sutton – After Blue                                                                              |                                                |
| 2015                 | Dianne Reeves | Vereinigte Staaten | Beautiful Life                                                           | - Billy Childs und andere – Map to the Treasure: Reimagining Laura Nyro - René Marie – I Wanna Be Evil (With Love to Eartha Kitt) - Gretchen Parlato – Live in NYC - Tierney Sutton – Paris Sessions                           |                                                |
| 2016                 | Cécile McLorin Salvant | Vereinigte Staaten | For One to Love                                                          | - Karrin Allyson – Many a New Day: Karrin Allyson Sings Rodgers & Hammerstein - Denise Donatelli – Find a Heart - Lorraine Feather – Flirting with Disaster - Jamison Ross – Jamison                                           |                                                |
| 2017                 | Gregory Porter | Vereinigte Staaten | Take Me to the Alley                                                     | - René Marie – Sound of Red - Branford Marsalis Quartet & Kurt Elling – Upward Spiral - Catherine Russell – Harlem on My Mind - The Tierney Sutton Band – The Sting Variations                                                 |                                                |
| 2018                 | Cécile McLorin Salvant | Vereinigte Staaten | Dreams and Daggers                                                       | - The Baylor Project – The Journey - Jazzmeia Horn – A Social Call - Raul Midón – Bad Ass and Blind - Randy Porter Trio & Nancy King – Porter Plays Porter                                                                     |                                                |
| 2019                 | Cécile McLorin Salvant | Vereinigte Staaten | The Window                                                               | - Freddy Cole – My Mood Is You - Kurt Elling – The Questions - Kate McGarry mit Keith Ganz & Gary Versace – The Subject Tonight Is Love - Raul Midón mit dem Metropole Orkest dirigiert von Vince Mendoza – If You Really Want |                                                |
| 2020 26. Januar 2020 | Esperanza Spalding | Vereinigte Staaten | 12 Little Spells                                                         | - Sara Gazarek – Thirsty Ghost - Jazzmeia Horn – Love & Liberation - Catherine Russell – Alone Together - Tierney Sutton Band – Screenplay                                                                                     | Esperanza Spalding (2009)                      |
| 2021 14. März 2021   | Kurt Elling featuring Danilo Pérez | Vereinigte Staaten | Secrets Are the Best Stories                                             | - Thana Alexa: ONA - Carmen Lundy: Modern Ancestors - Somi with Frankfurt Radio Big Band: Holy Room: Live at Alte Oper - Kenny Washington: What’s the Hurry                                                                    |                                                |
| 2022 3. April 2022   | Esperanza Spalding | Vereinigte Staaten | Songwrights Apothecary Lab                                               | - The Baylor Project featuring Jean Baylor & Marcus Baylor: Generations - Kurt Elling & Charlie Hunter: Superblue - Nnenna Freelon: Time Traveler - Gretchen Parlato: Flor                                                     | Esperanza Spalding (2009)                      |
| 2023 5. Februar 2023 | Samara Joy | Vereinigte Staaten | Linger Awhile                                                            | - Patti Austin featuring Gordon Goodwin’s Big Phat Band: For Ella 2 - Fred Hersch & Esperanza Spalding: Alive at the Village Vanguard - Gretchen Parlato & Lionel Loueke: Lean In - Cécile McLorin Salvant: Mélusine           | Samara Joy auf dem INNtöne Jazzfestival (2022) |
| 2024 4. Februar 2024 | Nicole Zuraitis | Vereinigte Staaten | How Love Begins                                                          | - The Baylor Project: The Evening : Live at APPARATUS - Carmen Lundy: Fade to Black - The Manhattan Transfer with the WDR Funkhausorchester: Fifty - Cécile McLorin Salvant: Ghost Song                                        | Nicole Zuraitis (2022)                         |
| 2025 2. Februar 2025 | Samara Joy | Vereinigte Staaten | A Joyful Holiday                                                         | - Christie Dashiell: Journey in Black - Kurt Elling & Sullivan Fortner: Wildflowers Vol. 1 - Milton Nascimento & Esperanza Spalding: Milton + Esperanza - Catherine Russell & Sean Mason My Ideal                              | Samara Joy auf dem INNtöne Jazzfestival (2022) |